# 124 (číslo)
Sto dvacet čtyři je přirozené číslo, které následuje po čísle sto dvacet tři a předchází číslu sto dvacet pět. Římskými číslicemi se zapisuje CXXIV. Stočtyřiadvacátým dnem kalendářního roku je 4. květen (v přestupném roce 3. květen).

## Matematika
124 je:
- deficientní číslo (součet všech jeho dělitelů kromě čísla samotného je 100)
- nepříznivé číslo
- nešťastné číslo
- součet osmi po sobě jdoucích prvočísel (5 + 7 + 11 + 13 + 17 + 19 + 23 + 29)
- v pětkové soustavě se skládá ze tří stejných číslic (4445)

## Chemie
- 124 je atomové číslo zatím (březen 2013) neobjeveného prvku unbiquadia; stabilní izotop s tímto neutronovým číslem mají 3 prvky (rtuť, thallium a olovo); a nukleonové číslo čtvrtého nejméně běžného přírodního izotopu telluru[1]

## Kosmonautika
- STS-124 byla montážní mise raketoplánu Discovery k Mezinárodní vesmírné stanici (ISS). Raketoplán odstartoval v plánovaném termínu 31. května 2008 ve 21:02 UTC.[2] V nákladovém prostoru byla umístěna hlavní část japonské laboratoře Kibó – přetlakový modul PM.

## Doprava
- Silnice II/124 je česká silnice II. třídy vedoucí na trase I/3 – Neustupov – Mladá Vožice – II/128[3]
- Lokomotiva řady 124 je v jediném kusu vyrobená elektrická lokomotiva používaná ke zkušebním jízdám na Železničním zkušebním okruhu u Velimi
- Mercedes-Benz W 124 je automobil vyšší střední třídy produkovaný automobilkou Mercedes-Benz v letech 1984–1997

## Roky
- 124
- 124 př. n. l.